# Palazzo di Brauchitschdorf
Il palazzo di Brauchitschdorf (detto anche palazzo di Chróstnik) è un castello della Polonia, situato nel Voivodato della Bassa Slesia, nel villaggio di Chróstnik.

## Storia

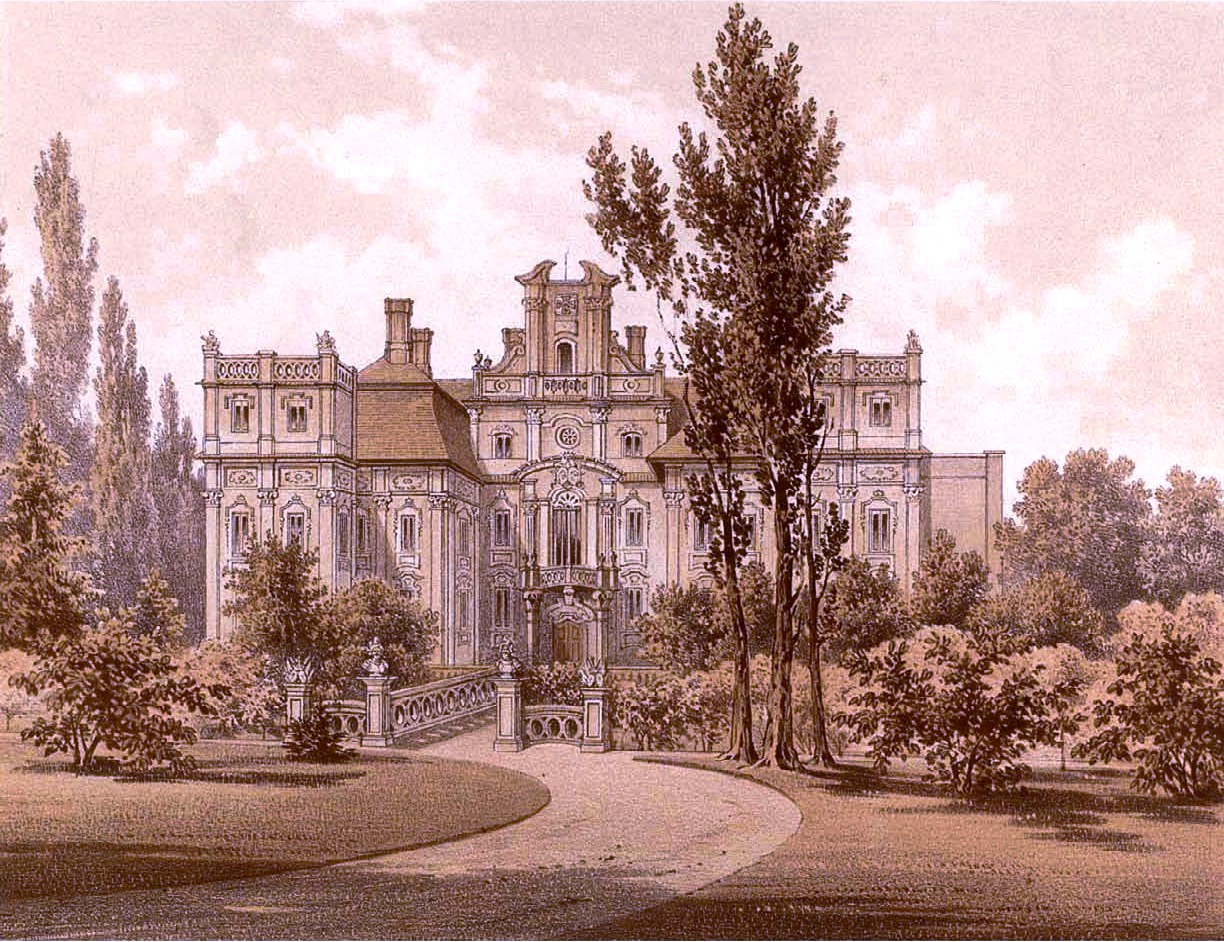
Il palazzo visto dal giardino in una litografia del XIX secolo

Il palazzo venne costruito sul sito di un preesistente castello del XIV secolo per conto della famiglia von Brauchitsch, proprietaria di quelle terre. Il castello venne ricostruito negli anni 1723–1728 per volontà dell'allora colonnello polacco di origini sassoni, Georg Karl von Haugwitz (poi Generalfeldwachtmeister), su progetto dell'architetto Martin Frantz. Qui nacque lo statista e ministro austriaco Friedrich Wilhelm von Haugwitz, alla morte del quale il palazzo subì una serie di passaggi di proprietà: venne acquistato dalla famiglia von Lucke, poi dalla famiglia von Kottwitz ed infine divenne proprietà del principe Augusto Ferdinando di Prussia, fratello di re Federico II il Grande. Nel 1804 il palazzo e l'intera proprietà vennero acquistate dal conte Samuel Philipp Gottfried von Schmettow che divenne governatore dell'area.
Nel 1909, su iniziativa del nuovo proprietario, Rochus von Luttwitz, il progetto originale venne alterato aggiungendovi delle strutture funzionali come ad esempio una cucina. Attorno alla proprietà si possono vedere ancora oggi i resti dell'antico fossato del castello medievale che, nella sua parte nordorientale, è ancora pieno d'acqua. Il palazzo passò quindi alla famiglia von Schierstaedt e dal 1927 alla famiglia von Klitzing che ne rimase proprietaria sino al 1939.

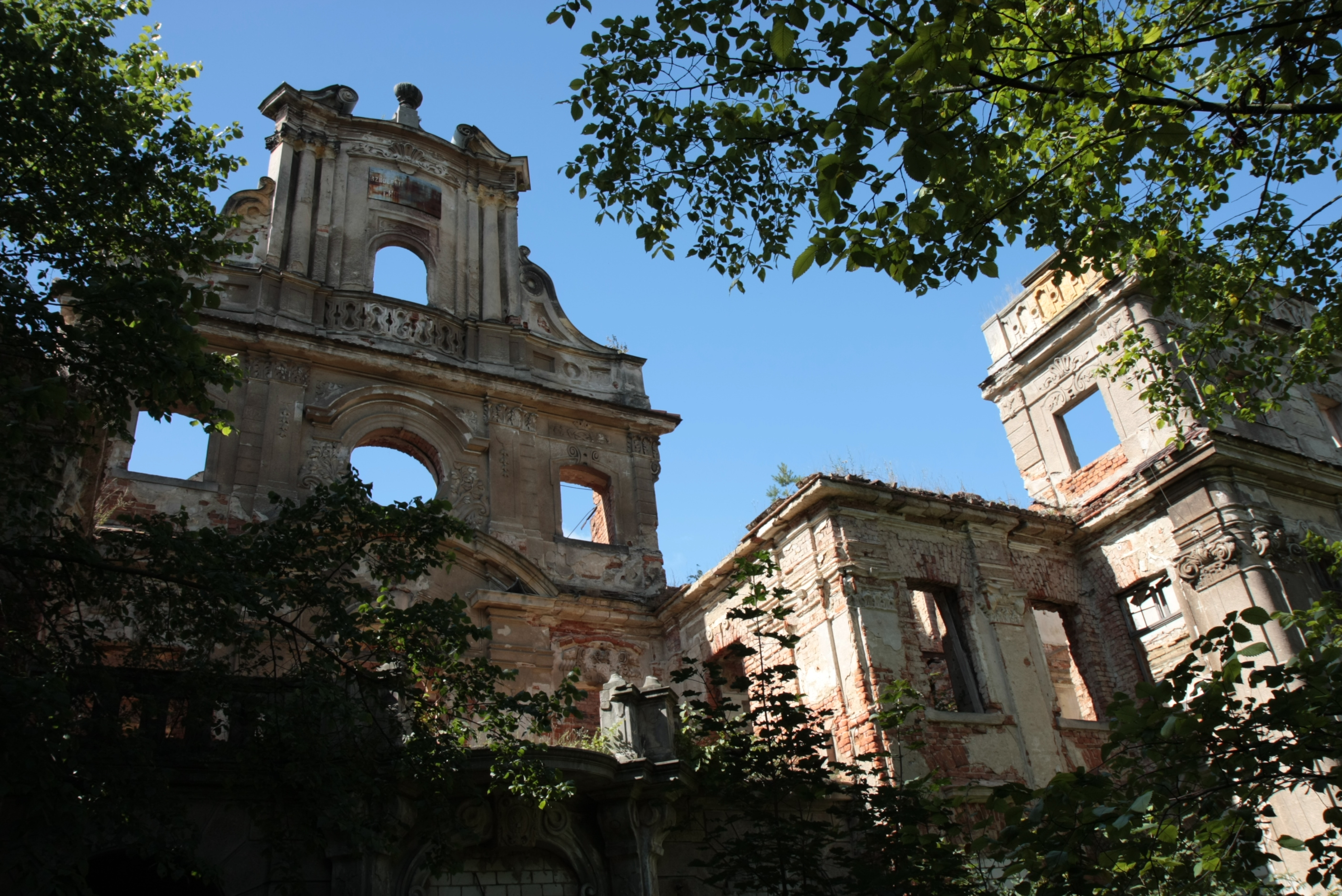
I ruderi del palazzo di Brauchitschdorf come apparivano prima del restauro del 2009

Dopo la seconda guerra mondiale, gli uomini dell'Armata Rossa occuparono il palazzo, razziandolo e trasformandolo in un ospedale militare, ma senza danneggiarlo pesantemente nella struttura, requisendo invece tutti gli arredi e disperdendoli. All'inizio degli anni '50, il palazzo ormai fatiscente venne ceduto al governo polacco che vi istituì un centro di formazione per lavoratori connesso al ministero dell'agricoltura. Negli anni '60 vi venne aperta una scuola di agraria e dagli anni '70 divenne sede di un collegio. Si incendiò nel settembre del 1976. Da allora, i resti della struttura vennero gradualmente depredati. Successivamente, le rovine del palazzo di Chróstnik furono acquistate nuovamente dallo stato, il quale poi nel 2009 le rivendette all'attuale proprietario, l'industriale calzaturiero polacco Dariusz Miłek che ne iniziò un restauro progressivo al costo di diversi milioni di zloty. Venne ricostruito anche il parco retrostante la struttura con alberi di 40 anni provenienti dal Belgio.

## Architettura

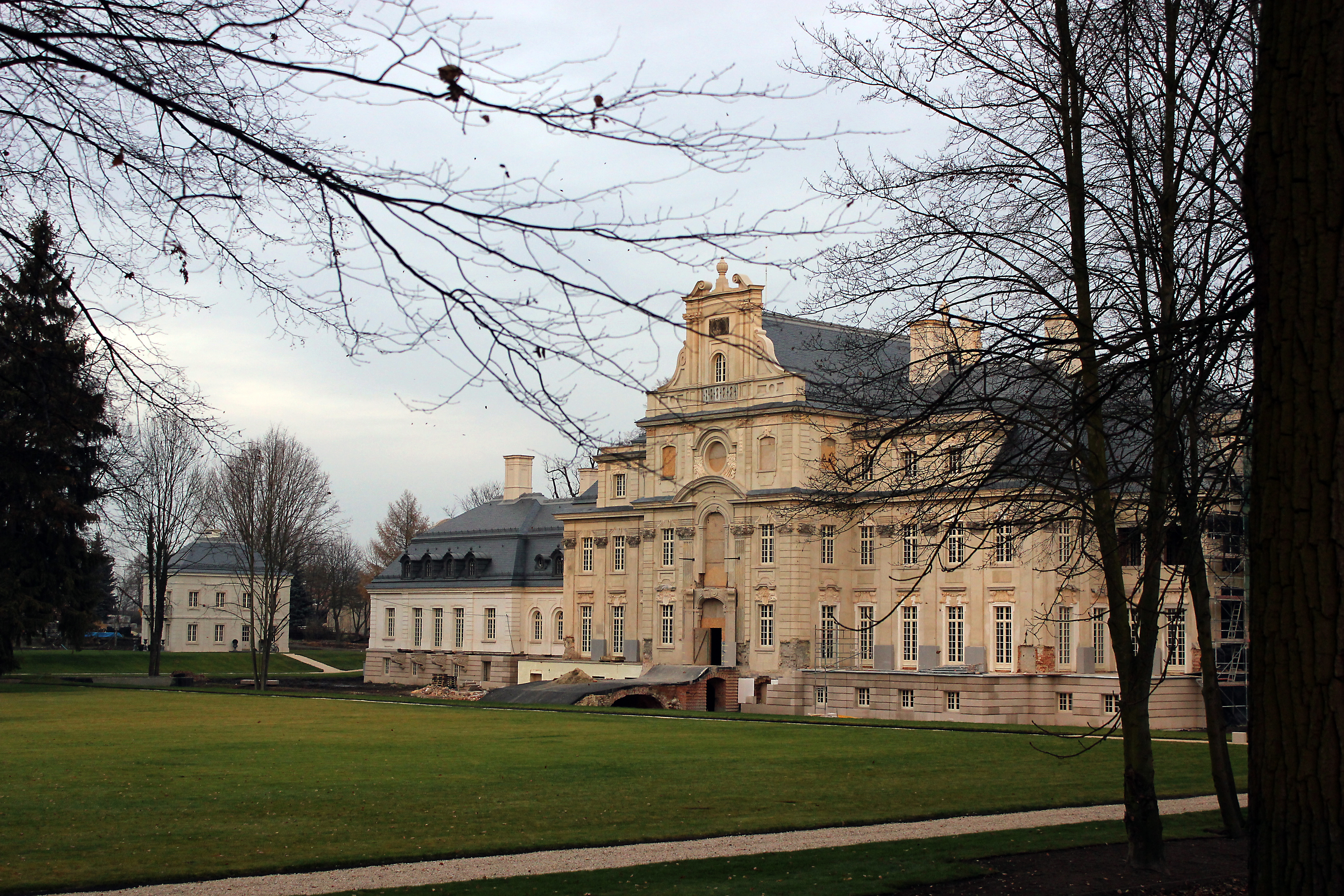
Veduta del palazzo (ancora in fase di restauro) dal giardino

Il palazzo di Chróstnik è di stile tipicamente barocco polacco, basato su una pianta simmetrica e con sale voltate a crociera. La sala da ballo, posta al piano terreno, conduceva al giardino attraverso un terrazzamento di notevoli dimensioni e scale di rappresentanza.
La facciata anteriore del palazzo, articolata su tre piani e con le ali laterali sporgenti in avancorpo, è movimentata dalla presenza di una balaustra che sormonta il portico d'ingresso, sovrastato da un'ampia terrazza panoramica. La parte centrale della facciata è sottolineata nella sua struttura dalla presenza di un timpano architettonico molto decorativo.
Il tetto era ricoperto di ardesia, materiale col quale è stato ricostruito col restauro del 2009.
Il complesso permetteva l'accesso al giardino tramite un ponte che passava sopra l'antico fossato del castello medievale che, con l'ultimo restauro, è stato recuperato come doveva apparire nelle forme barocche, avvalendosi di incisioni e dipinti che raffigurano il castello nei secoli passati.